# イワショウブ
イワショウブ（岩菖蒲、学名：Triantha japonica ）はチシマゼキショウ科イワショウブ属の多年草。別名、ムシトリゼキショウ。

## 特徴
花茎の高さは、20-40cmになる。葉は根生し、形はアヤメのような線形で、長さは10-40cm、茎には小形の葉が1-2個つく。
花期は8-9月で、花茎の上に花被片が6枚の白色、ときに淡紅色を帯びた花を総状につける。花の中心に雌蕊が、その周りには花被片と同長の雄蕊が6本つく。花茎の上部から花柄まで腺状突起が多くつき、粘る。果実は蒴果で卵状楕円形、発生過程で生じる巨大な突起物を種子に有することが特徴である。

## 分布と生育環境
西限を伯耆大山とし、本州のおもに日本海側に分布し、亜高山帯の湿原や山稜の雪田の縁などの湿り気のある場所に自生する。

## ギャラリー

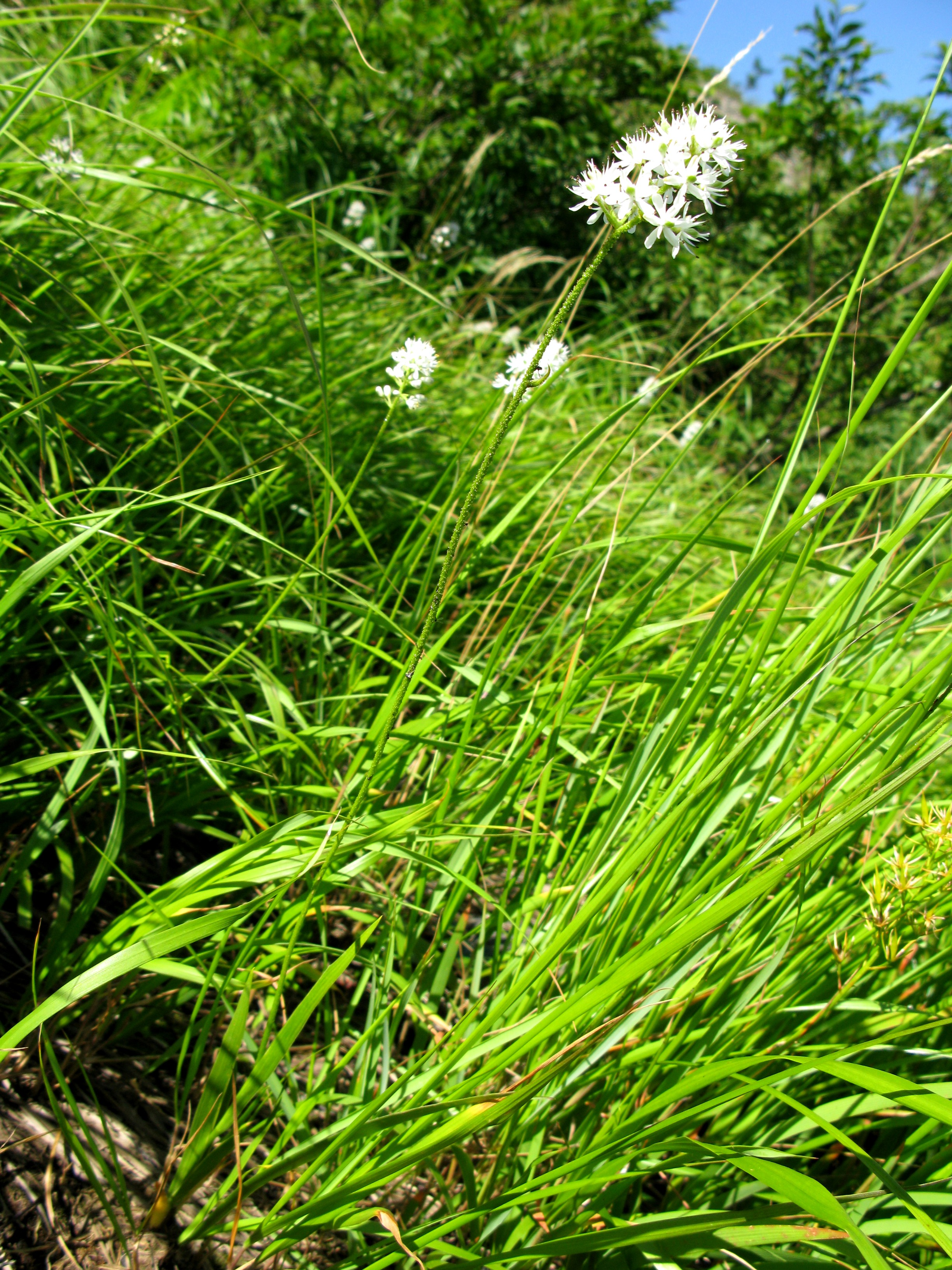
葉の形は線形
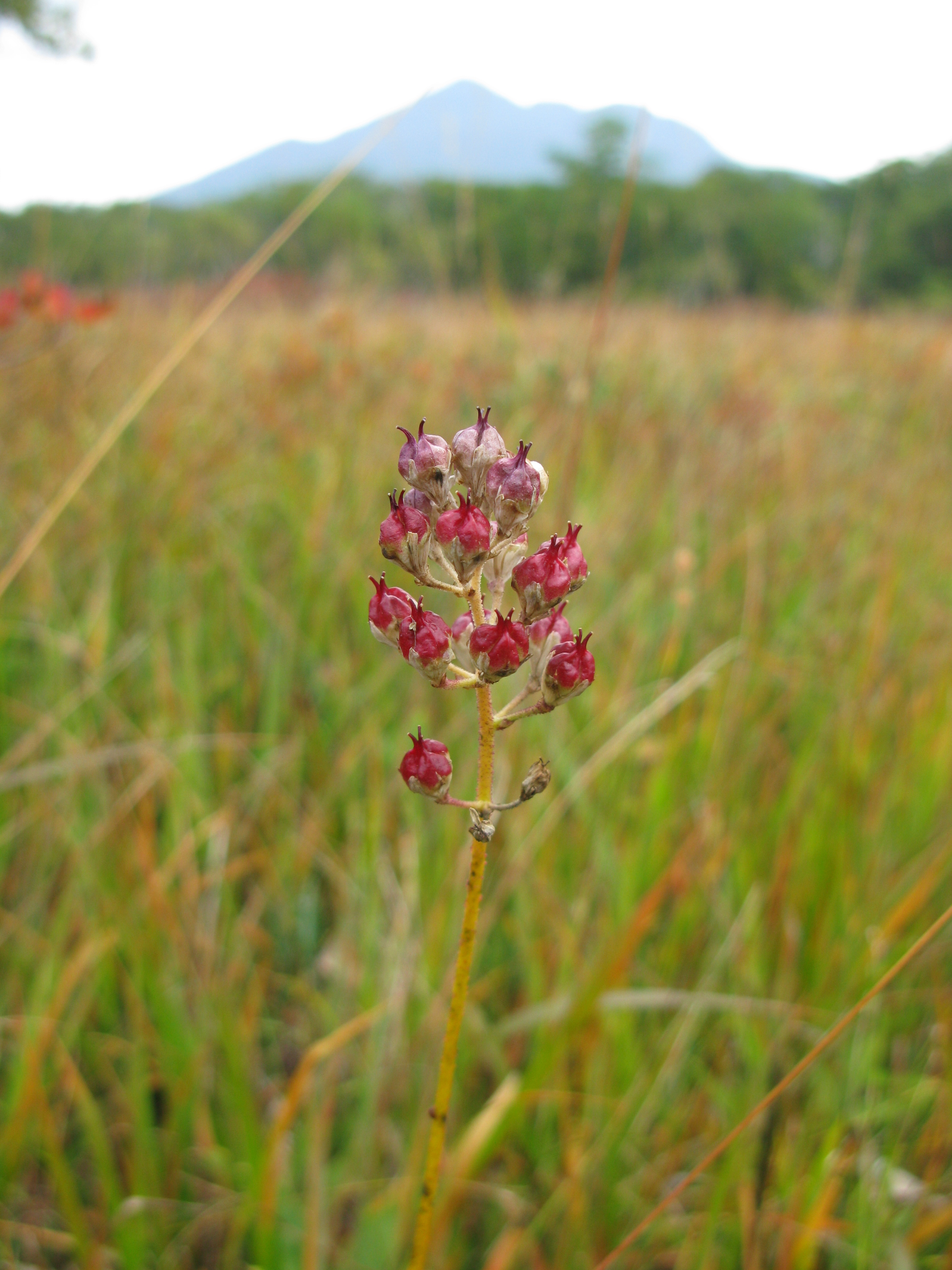
果実は蒴果で卵状楕円形